# 三不互扣環
三不互扣環，或是波羅緬環（/bɒroʊˈmiːən/）是三維空間中三條簡單閉合曲線，它們互相拓撲式連接並且不能彼此分離，但切斷或移除其中一個時，另外兩個環就可分開。這些環在平面上最常畫成集合圖的三個圓，在交叉點上交替交叉。
用橢圓或黃金矩形（正二十面體的頂點）可製成三不互扣環模型。用圓來製作三維模型並不可能，但有人推測空間中任何三條同樣的非圓簡單閉合曲線可製成模型。紐結理論中，計算三不互扣環的霍氏n-着色數可證明其相連。三不互扣環是Brunnian、alternating、algebraic和hyperbolic連結。算術拓撲中，某些質數三元組的連結屬性與三不互扣環類似。